# オールバニ会議

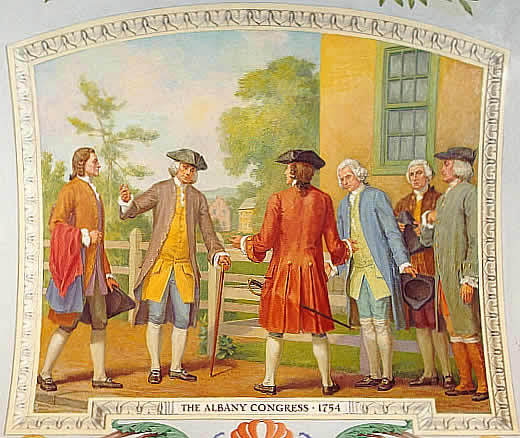
オールバニ会議の出席者たち

オールバニ会議（オールバニかいぎ、Albany Congress）は、1754年に、フレンチ・インディアン戦争に備えて、13植民地の連帯感を強めるため、当時のニューヨーク植民地の中心都市オールバニで行われた、イギリス領アメリカ植民地の総督とインディアンの指導者たちによる会議である。

## 概要

### イロコイ諸族との関係修復

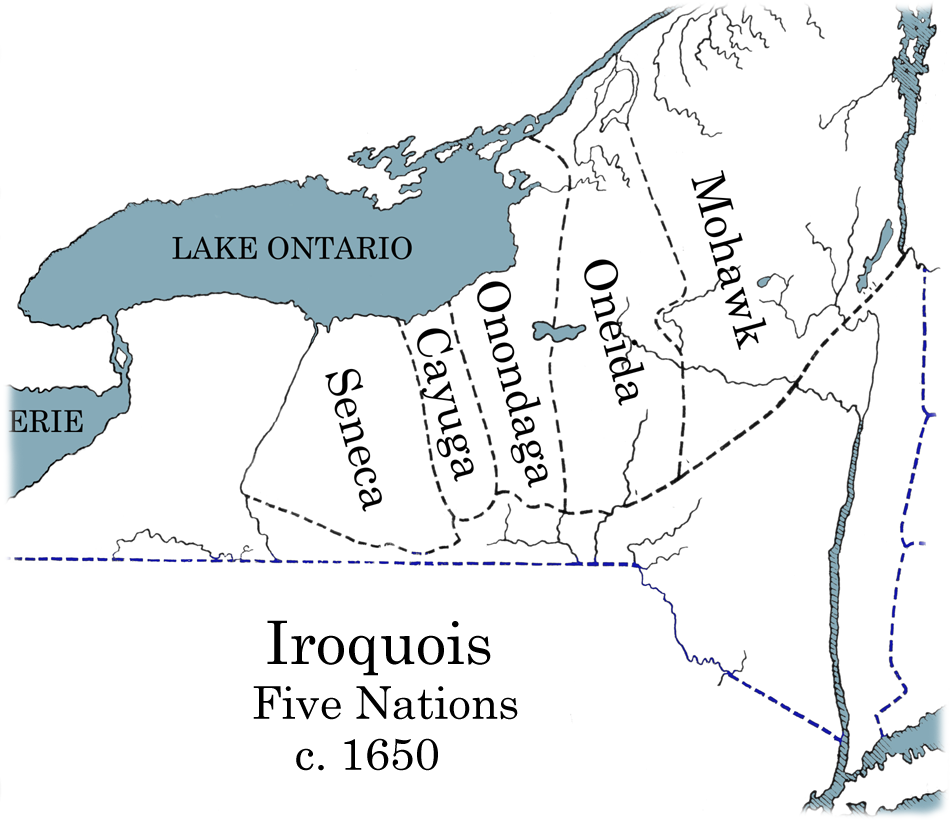
17世紀半ばのイロコイ五民族の居住地。左上がオンタリオ湖。

1754年当時、イギリス本国では、ハリファックス卿が総裁に就任した商務院が、北アメリカ重視策、対フランス優位政策を打ち出していた。植民地でのフランスとの戦争に備え、植民地の総督たちを強く促して、連帯意識、防衛意識を高めさせる目的で、1754年、オールバニで集会がもたれ、インディアンの指導者たち、植民地の首脳や代表者が、イギリス領の7植民地（ニューヨーク、マサチューセッツ湾、ニューハンプシャー、コネチカット、ロードアイランド、メリーランド、ペンシルベニア）から出席した。タスカローラ族が加わって、5民族から6民族となったイロコイ諸族は、元々はイギリス領北アメリカに友好的だったが、この当時はイギリス離れに傾いていた。イギリス商人への不満、また、イロコイ諸族に毛皮を供給するインディアンの諸族が、フランスと友好的であり、フランスとの関係を配慮したこと、フランス人宣教師の布教の影響などが理由として挙げられる。このため、いざ有事の際に、イギリスの商務院は、イロコイ諸族との同盟を復活させるよう、植民地政府に指示した。オールバニに集まった植民地首脳たちは、イロコイ諸族に物資や兵器を贈り、同盟の修復を促したが、6民族の指導者たちは、様子見の態度を見せた。イギリス植民地と比較すると、彼らとフランス系カナダ人住民との同盟は強く、毛皮貿易を通じての関係もあったため、イギリス側には侮れない存在だった。

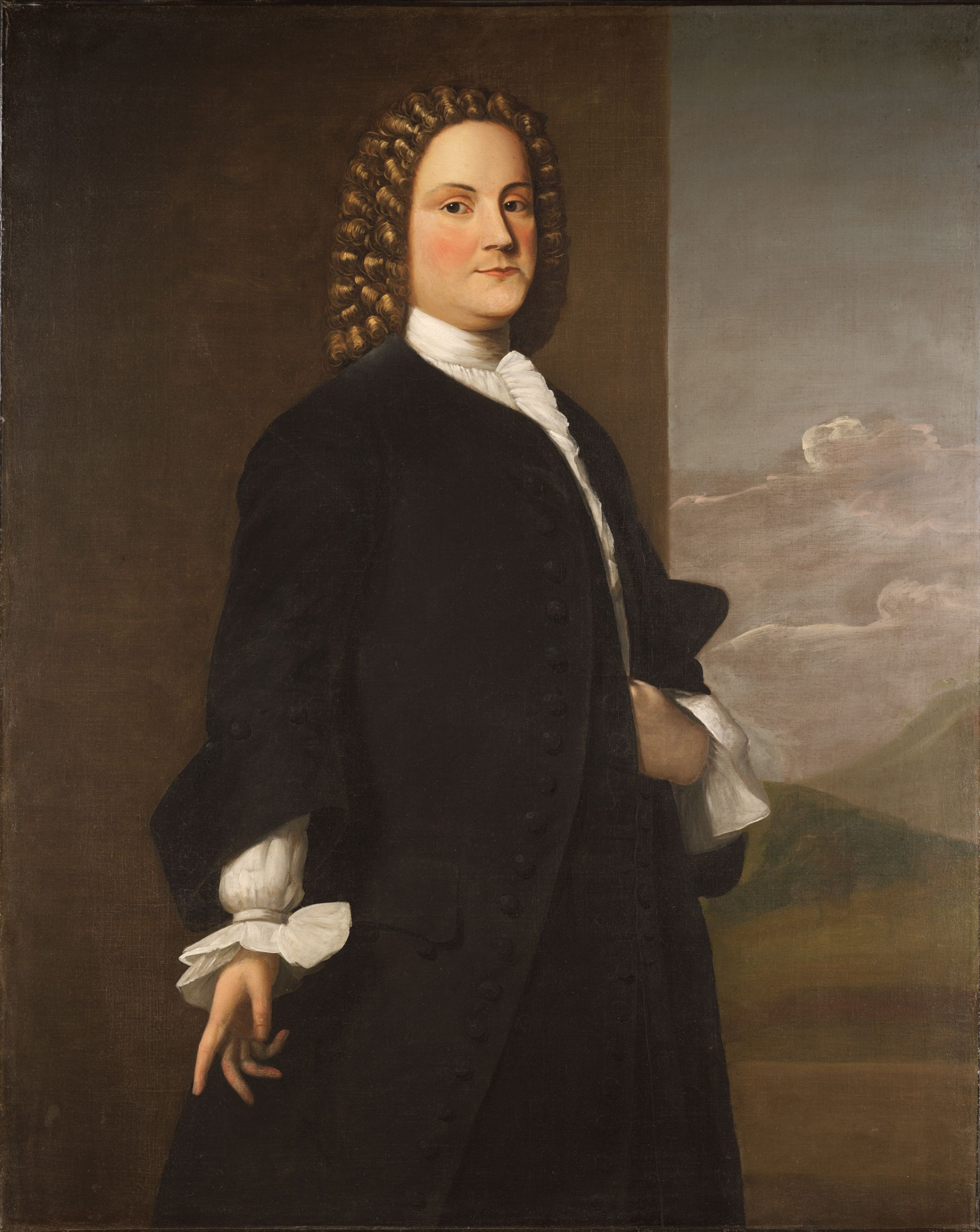
ベンジャミン・フランクリン（c. 1746年）

### 大総督と全体評議会
この会議の議題は、大きく分けて2つあった。ベンジャミン・フランクリンとトム・ハッチンソンの起草になるものだった。ひとつは、軍事関連の役職者を置くことだった。　この職務は、本国の政府により承認され、インディアンとの関係、辺境地帯の統治、軍事行動などに大きな権限を持つ、大総督ともいうべき存在だった。インディアンに関しては、彼らの指導者を、本国から呼び寄せた監督者に置き換えてはどうかという案もあった。これは、イギリス人たちの、オールバニのインディアンたちへの見方がそのまま反映されていた。イギリス人には、彼らは、本国の方針に従わない、野心的でさもしい物売りに映っていた。

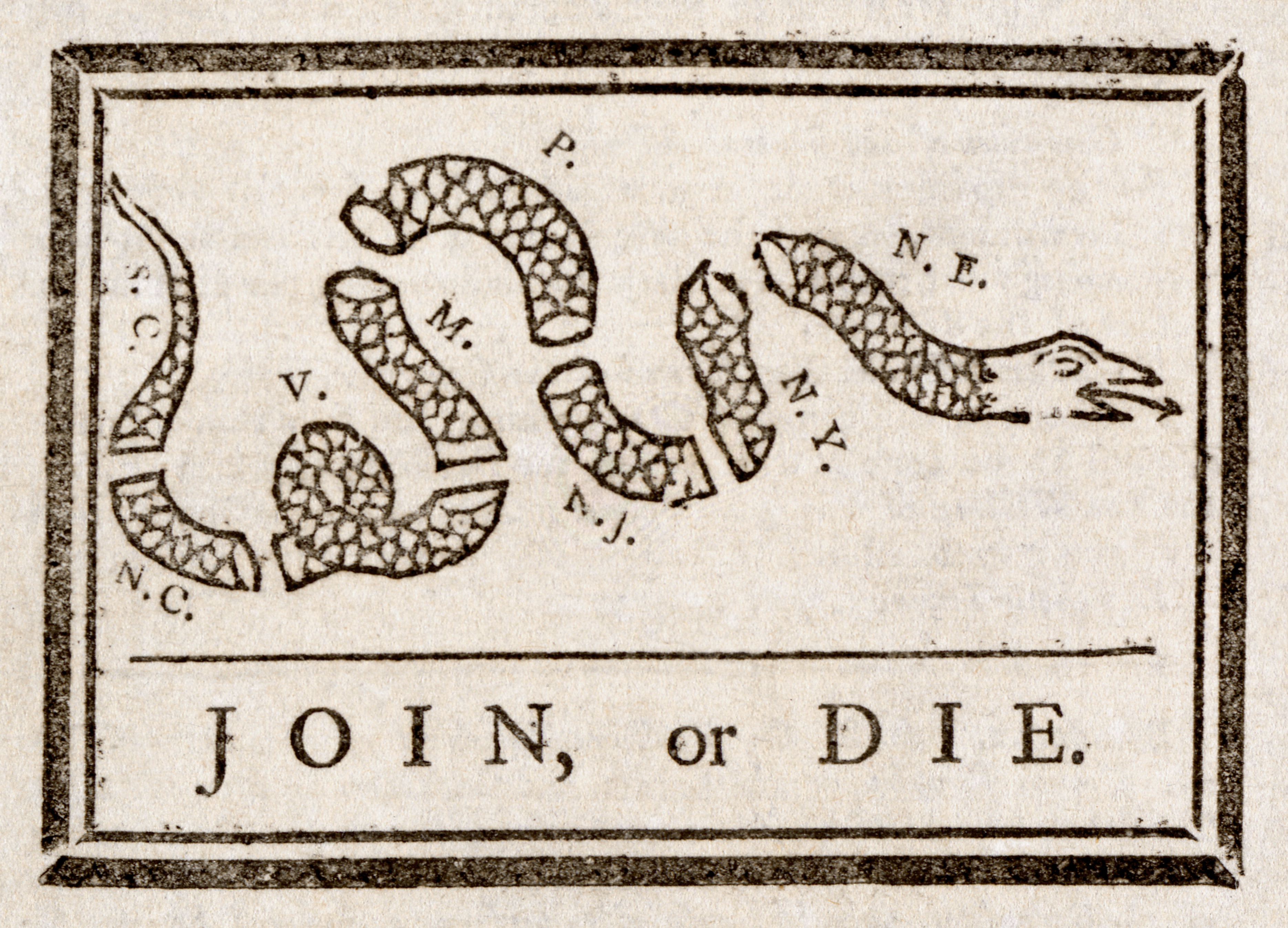
当時の風刺画。「参加か、さもなくば死か」とあり、ベンジャミン・フランクリンを皮肉ったものだが、後の独立戦争では、評価されることになった。

もうひとつは、13植民地の代表者による全体評議会の案だった。それぞれの植民地から、代表者1名で多額納税者であり、インディアンとの条約の交渉に責任を持つこと、そして、間接税により賄われる、民兵による植民地間の防衛を担当することなどが、その職務だった。民兵の育成に関しては、植民地の人間は、イギリスの正規兵を頼っており、あまり乗り気ではなかった。また、この全体評議会案そのものも、国王が頂点である本国議会よりも、大きな力は持てそうになかった。何よりも、イギリス本国が、アメリカ植民地が連邦政府化して、本国に抵抗しかねないような案の導入には、消極的だった。この会議の頃には、植民地の協力と統合は、まだ実行可能な選択肢ではなかったのである。結局、いずれの案も、オールバニでは採決されても、植民地レベルでは否決され、この会議はその意味では成功とは言えなかった。しかし、この会議は、のちの大陸会議に影響を与えることになった。
また、オールバニという、ヨーロッパ式文明を持ちながら、辺境地帯と境界を接した場所で、総督や入植者、そしてインディアンが一堂に会するということは、象徴的なことではあった。

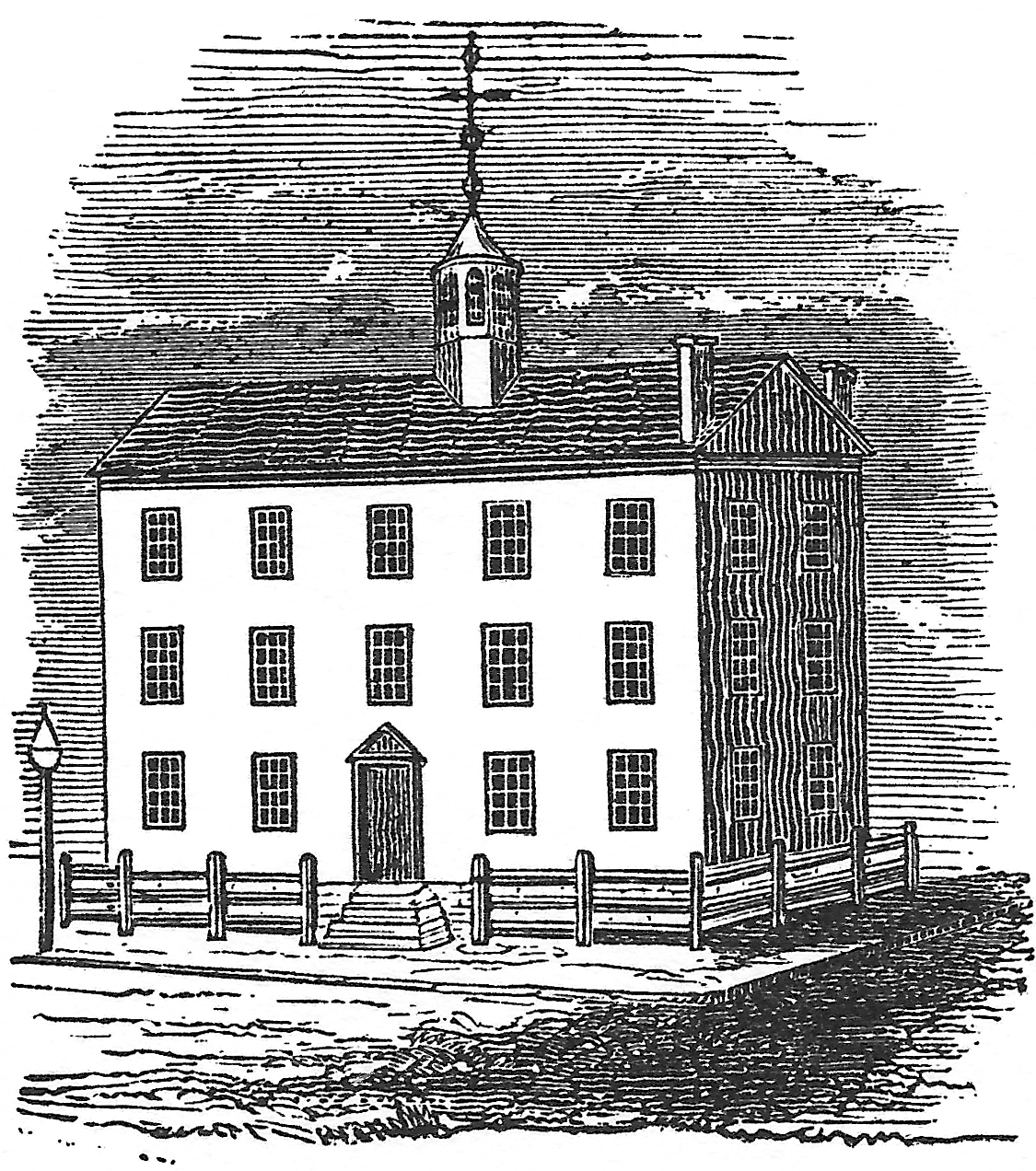
19世紀のオールバニ市庁舎（1743年ごろ建設）

### 植民地側からの出席者
ニューヨーク
- ジョゼフ・ミュレー
- ウィリアム・ジョンソン
- ジョン・チェンバーズ
- ウィリアム・スミス

ニューハンプシャー
- テオドル・アトキンソン
- リチャード・ウィブバード
- メシェック・ウィアー
- ヘンリー・シャバーン・ジュニア

マサチューセッツ湾
- サミュエル・ウエルズ
- ジョン・チャンドラー
- オリバー・パートリッジ
- ジョン・ワーシングトン

コネチカット
- ウィリアム・ピトキン
- ロジャー・ウォルコット
- エリシャ・ウィリアムズ

ロードアイランド
- スティーブン・ホプキンス
- マーティン・ハワード・ジュニア

メリーランド
- ベンジャミン・タスカー
- エイブラハム・バーンズ

ペンシルベニア
- ジョン・ペン
- リチャード・ピーターズ
- アイザック・ノリス
- ベンジャミン・フランクリン